# Connor Hellebuyck
Connor Charles Hellebuyck (* 19. Mai 1993 in Commerce, Michigan) ist ein US-amerikanischer Eishockeytorwart, der seit 2014 bei den Winnipeg Jets in der National Hockey League (NHL) unter Vertrag steht. Im Jahre 2020 erhielt er die Vezina Trophy, die den besten Torhüter der NHL ehrt. Diese gewann er 2024 ein zweites Mal, wobei er gleichzeitig die William M. Jennings Trophy als Torwart mit den wenigsten Gegentoren errang. Beide Trophäen verteidigte er im Jahr darauf, wobei er darüber hinaus auch mit der Hart Memorial Trophy als wertvollster Spieler der Liga geehrt wurde.

## Karriere

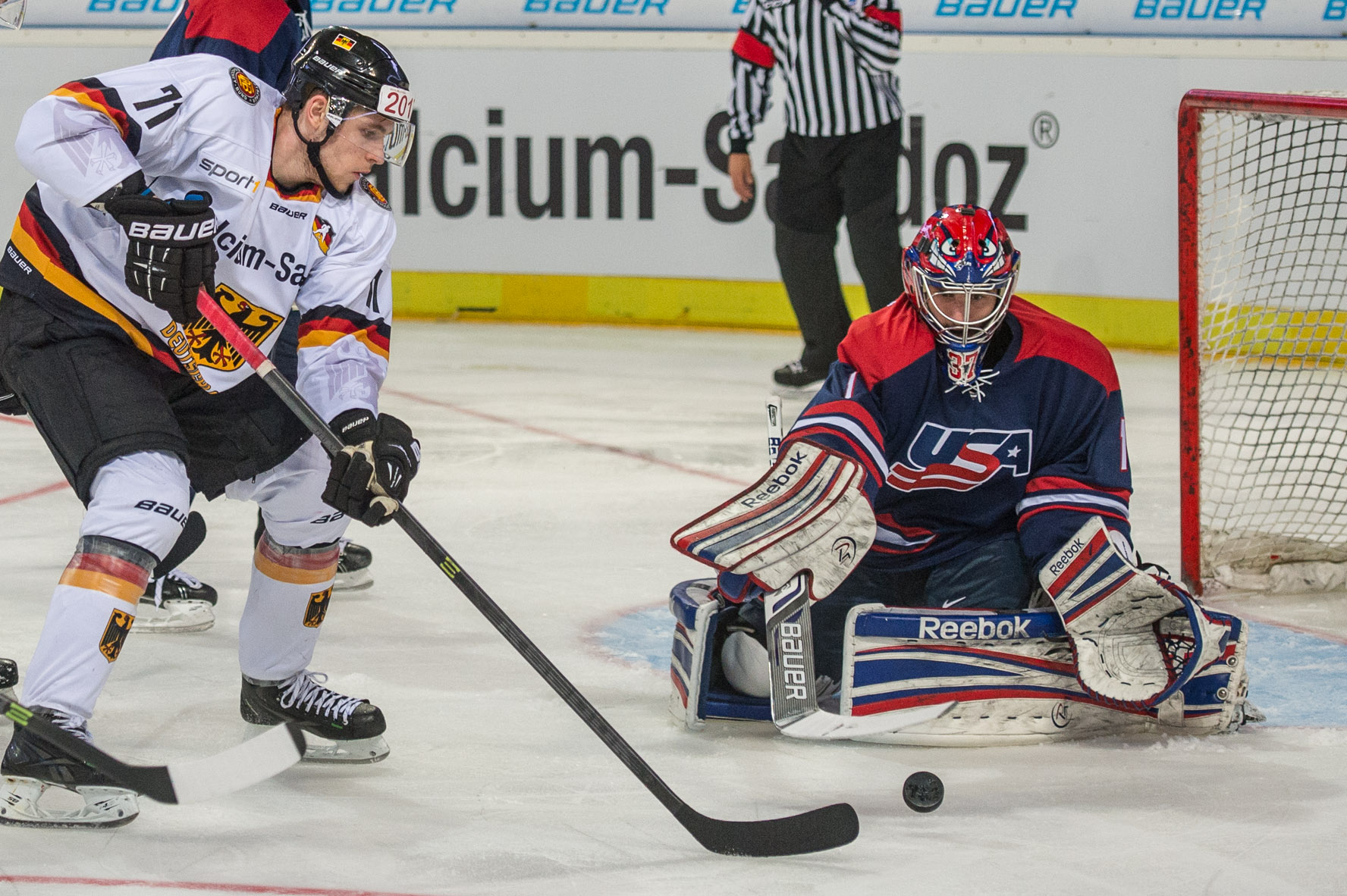
Leon Draisaitl (li.) und Connor Hellebuyck (re.), WM 2015

Hellebuyck begann seine Karriere in den lokalen Juniorenligen von Oakland County, bevor er zu den Odessa Jackalopes in die North American Hockey League wechselte. Dort verzeichnete er in seiner Debütsaison die drittbeste Fangquote der Liga, wobei er unter allen Torhütern die meisten Einsätze bestritt. Nach Saisonende wurde Hellebuyck als bester Torwart und Rookie des Jahres ausgezeichnet. Im NHL Entry Draft 2012 wählten die Winnipeg Jets den US-Amerikaner in der fünften Runde an insgesamt 130. Stelle aus.
Anschließend wechselte Hellebuyck an die University of Massachusetts Lowell, wo er für das dortige Eishockeyteam in der Division Hockey East der National Collegiate Athletic Association (NCAA), spielte. Er etabliert sich bereits in seiner ersten Spielzeit als Stammtorwart und führte seine Mannschaft nach dem Titel in der regulären Saison auch in den Play-offs zur Divisionsmeisterschaft. Seine Fangquote von 95,2 % war zudem die beste der gesamten NCAA. In der folgenden Saison 2013/14 konnte Hellebuyck an diese Erfolge anknüpfen und erhielt neben einer Berufung ins All-American Team den zum ersten Mal verliehenen Mike Richter Award als bester Torwart der NCAA. In beiden Spielzeiten wurde er außerdem zum wertvollsten Spieler des Play-off-Turniers seiner Division gewählt.
Im April 2014 unterzeichnete Connor Hellebuyck einen Einstiegsvertrag über drei Jahre mit den Winnipeg Jets und gab in der Saison 2014/15 sein Profidebüt für deren Farmteam, den St. John’s IceCaps, in der American Hockey League (AHL). Als Stammtorwart vor Peter Budaj kam er in 58 Spielen für die Ice Caps zum Einsatz, von denen er mit der Mannschaft 28 gewann.
Nachdem Hellebuyck in der Spielzeit 2015/16 bereits zu etwa gleichen Teilen in AHL und NHL eingesetzt worden war, etablierte er sich mit Beginn der Saison 2016/17 als Stammtorwart der Winnipeg Jets. Im Spieljahr 2017/18 führte er die gesamte Liga (neben Andrei Wassilewski) mit 44 Siegen an und wurde infolgedessen mit Wassilewski und Pekka Rinne als einer von drei Finalisten für die Vezina Trophy bekanntgegeben, die in der Folge allerdings Rinne erhielt. Zudem stellte er mit diesen 44 Siegen einen neuen Franchise-Rekord auf und wurde ins NHL Second All-Star Team berufen. Anschließend unterzeichnete er im Juli 2018 einen neuen Sechsjahresvertrag in Winnipeg, der ihm ein Gesamtgehalt von 37 Millionen US-Dollar einbringen soll.
In der Saison 2019/20 ehrte man Hellebuyck mit der Vezina Trophy und berücksichtigte ihn zudem im NHL First All-Star Team, nachdem er die Spielzeit mit einer Fangquote von 92,2 % sowie ligaweit unübertroffenen sechs Shutouts beendet hatte. Im Oktober 2023 unterzeichnete er einen neuen Siebenjahresvertrag in Winnipeg, der ihm mit Beginn der Saison 2024/25 ein durchschnittliches Jahresgehalt von 8,5 Millionen US-Dollar einbringen soll. Zuvor gewann er aber am Ende der Saison 2023/24 noch die William M. Jennings Trophy als Torhüter mit dem geringsten Gegentorschnitt der NHL. Er beendete das Spieljahr mit im Schnitt 2,39 Gegentoren bei 60 Einsätzen. Wenig später wurde er zudem mit seiner zweiten Vezina Trophy geehrt und erneut ins NHL First All-Star Team berufen.
Im Januar 2025 verzeichnete der US-Amerikaner im 538. Spiel seinen insgesamt 300. NHL-Sieg, wobei er zum drittschnellsten Torhüter der Ligageschichte wurde, der diesen Meilenstein erreichte. In weniger Spielen gelang dies nur Andrei Wassilewski und Jacques Plante. Am Saisonende gewann er erneut die William M. Jennings Trophy, wobei er die Liga nicht nur in puncto Gegentorschnitt (2,00), sondern auch in Siegen (47) und Shutouts (8) anführte. Demzufolge erhielt er abermals die Vezina Trophy, wobei er zum zweiten Torhüter nach Martin Brodeur (2003 & 2004) wurde, der beide Auszeichnungen verteidigen konnte. Außerdem wurde er mit der Hart Memorial Trophy als wertvollster Spieler der Liga geehrt, was zuletzt Carey Price 2015 gelang und Hellebuyck zum erst achten Torhüter der NHL-Historie mit dieser Auszeichnung wurde. Darüber hinaus berücksichtigte man ihn erneut im NHL First All-Star Team. Die 47 Siege stellten zudem eine Verbesserung seines eigenen Franchise-Rekords von 2017/18 dar.

### International
Hellebuyck wurde erstmals bei der Weltmeisterschaft 2014 in den Kader der US-amerikanischen Nationalmannschaft berufen, kam dort aber als dritter Torwart hinter Tim Thomas und David Leggio zu keinem Einsatz. Im folgenden Jahr konnte er sich den Startplatz im Tor der US-Amerikaner erspielen und führte die Mannschaft mit einer Fangquote von 94,8 % aus acht Spielen zum Gewinn der Bronzemedaille. Unter anderem gelang ihm im Spiel um Platz 3 mit insgesamt 39 abgewehrten Schüssen ein Shutout. Hellebuyck wurde im Anschluss ins All-Star Team des Turniers gewählt. Im Spätsommer 2016 nahm er mit dem Team Nordamerika, einer Auswahl aus U23-Spielern Kanadas und der USA, am World Cup of Hockey 2016 teil. Hinter John Gibson und Matt Murray blieb er erneut ohne Einsatzzeit.

## Erfolge und Auszeichnungen
| - 2012 NAHL All-NAHL Team - 2012 NAHL First All-Rookie Team - 2012 NAHL Rookie of the Year (gemeinsam mit Robert Nichols) - 2012 NAHL-Torwart des Jahres (gemeinsam mit Robert Nichols) - 2013 Lamoriello-Trophy-Gewinn mit der University of Massachusetts Lowell - 2013 Hockey-East-Torwart des Jahres - 2013 Hockey East Second All-Star Team - 2013 Hockey East All-Rookie Team - 2013 Hockey East Tournament MVP - 2014 NCAA East First All-American Team - 2014 Hockey East First All-Star Team - 2014 Hockey East Tournament MVP - 2014 Mike Richter Award - 2015 Teilnahme am AHL All-Star Classic | - 2018 Teilnahme am NHL All-Star Game - 2018 NHL Second All-Star Team - 2020 Teilnahme am NHL All-Star Game - 2020 NHL First All-Star Team - 2020 Vezina Trophy - 2023 Teilnahme am NHL All-Star Game - 2024 Teilnahme am NHL All-Star Game - 2024 William M. Jennings Trophy - 2024 Vezina Trophy - 2024 NHL First All-Star Team - 2025 William M. Jennings Trophy - 2025 Vezina Trophy - 2025 Hart Memorial Trophy - 2025 NHL First All-Star Team |

### International
- 2015 Bronzemedaille bei der Weltmeisterschaft
- 2015 Geringster Gegentorschnitt der Weltmeisterschaft
- 2015 Höchste Fangquote der Weltmeisterschaft
- 2015 All-Star Team der Weltmeisterschaft

## Karrierestatistik
Stand: Ende der Saison 2024/25

### International
| Vertrat die USA bei: - Weltmeisterschaft 2014 - Weltmeisterschaft 2015 - Weltmeisterschaft 2017 - 4 Nations Face-Off 2025 | Vertrat Team Nordamerika bei: - World Cup of Hockey 2016 |

(Legende zur Torhüterstatistik: GP oder Sp = Spiele insgesamt; W oder S = Siege; L oder N = Niederlagen; T oder U oder OT = Unentschieden oder Overtime- bzw. Shootout-Niederlage; Min. = Minuten; SOG oder SaT = Schüsse aufs Tor; GA oder GT = Gegentore; SO = Shutouts; GAA oder GTS = Gegentorschnitt; Sv% oder SVS% = Fangquote; EN = Empty Net Goal; 1 Play-downs/Relegation; Kursiv: Statistik nicht vollständig)